# Pirševo
Pirševo je naselje v Občini Kamnik.